# Mims
Shawn Mims, född den 22 mars 1981, allmänt känd som Mims, är en amerikansk rappare med jamaicanskt ursprung. 

## Bakgrund
Mims studerade i yngre år vid Westbury High School, New York. Därefter påbörjades studier vid Nassau Community College. Efter två månader lämnade han skolan för att istället satsa på en karriär som rapartist.

## Studioalbum
- 2007: Music Is My Savior
- 2009: Guilt
- 2010: TBA